# Children’s Online Privacy Protection Act
Закон о защите конфиденциальности детей в Интернете (англ. Children's Online Privacy Protection Act, сокращённо COPPA) — американский федеральный закон, касающийся неприкосновенности частной жизни, вступивший в действие с 21 апреля 2000 года. Закон применяется к сбору персональной информации от детей младше 13 лет лицами или организациями под юрисдикцией США. Согласно закону, администрация сайта должна включить в политику конфиденциальности способы получения согласия родителей или опекунов и ответственности администрации за защиту конфиденциальности и безопасности детей в Интернете, включая ограничения в маркетинге. Хотя, несмотря на то, что дети могут публиковать персональную информацию легально с разрешения родителей, большинство сайтов все же блокируют детей в связи с количеством работы, связанной с этим.
В сентябре 2011 года Федеральная торговая комиссия США объявила предложение о пересмотре закона. Предложенные изменения расширяли определения «сбора» информации от детей. Новые правила будут также иметь требования для удаления или удержания данных, которые бы обязывали хранить данные, предоставленные детьми, только в течение определённого времени и по назначению, для которого они были собраны.
Закон применяется по отношению к коммерческим сайтам, которые либо рассчитаны на детскую аудиторию, либо знают о том, что услугами пользуются дети. Большинство некоммерческих организаций освобождены от действия закона. Тем не менее, Верховный суд США устанавливает, что некоммерческие сайты, работающие для коммерческого блага собственных пользователей тоже должны попадать под действие закона.

## Нарушения
Федеральная торговая комиссия США возбуждала уголовные дела против веб-администраторов, которым не удавалось выполнить требования закона, включая дела против Girl’s Life, Inc., American Pop Corn Company, Lisa Frank, Inc., Mrs. Field Cookies, и Hershey’s Foods. Самый большой штраф был применен к социальной сети Xanga, в размере 1 млн долларов США.

## Юрисдикция
Это американский федеральный закон, применяемый к сайтам, которые:
1. находятся под юрисдикцией США,
2. серверы которых находятся на территории США,
3. администрация находится в США,
4. коммерческим сайтам,
5. если сайтом пользуется аудитория США.

Из-за огромного международного влияния закона, сайты, не попадающие под эти категории, тоже начинают запрещать детям регистрацию (например, Gaijin Entertainment). В качестве причин администрации сайтов приводят такие как: ограниченный здравый смысл ребёнка, неспособность самостоятельно принимать решения и верификацию аккаунтов на сайтах по документам, таким как паспорт или водительские права.
В России, на Украине и в других странах бывшего СССР, а также Канаде, Мексике и других североамериканских странах, странах ЕС и прочих странах данный акт не имеет юридической силы.

## Критика
Закон очень спорный и много раз критиковался многими людьми как неэффективный, противоречащий Конституции США, унижающий права ребёнка. Задержки в получении согласия родителей также приводят к тому, что дети становятся задействованы в мероприятиях, более неуместных для них (порносайты и т. д.). Также, возрастные ограничения в Интернете очень легко обойти, и закон не защищает детей от рекламы в Интернете.
В 2019 году правительство штата Нью-Йорк подало в суд на YouTube за нарушение COPPA, незаконно сохранив информацию, касающуюся детей в возрасте до 13 лет. YouTube дал свой ответ в виде разделения своего контент строго на «для детей» и «не для детей». Это вызвало крайне резкую критику со стороны сообщества YouTube, особенно со стороны геймеров, многие из которых утверждают, что Федеральная торговая комиссия намерена оштрафовать ютуберов на $42 530 за «каждое неверно помеченное видео», что, возможно, подвергнет риску всех пользователей. Тем не менее, некоторые выразили скептицизм по этому поводу, полагая, что штрафы на самом деле могут относиться к гражданским штрафам, вероятно, предназначенным для операторов сайта и/или оправданным более серьёзными нарушениями COPPA или конкретными случаями «неправильной маркировки видео». По состоянию на июль 2020 года ни один пользователь YouTube не получил штраф в размере 42 530 долларов.